# 血色浪漫
《血色浪漫》是中国描写经历过文化大革命的一代年青人成长的小说，作者为都梁，由长江文艺出版社出版。同名电视剧由润亚影视传播有限公司拍摄，2004年12月在江苏卫视首映。

## 主要人物
- 钟跃民 李源朝 袁军 李奎勇 秦岭
- 周晓白 张海洋 郑桐 宁伟   高玥